# Marco D'Eramo
Marco D'Eramo   (Roma, 1947) és un periodista i escriptor italià. Ha col·laborat amb nombrosos diaris i revistes i els seus escrits han aparegut en un gran nombre de publicacions periòdiques, com La Repubblica, New Left Review, Die Tageszeitung, Der Tagesspiegel, El País, El Salto, Rebelion.org i Diario Red, entre d'altres.

## Trajectòria
Fill de l'escriptora Luce d'Eramo i del professor de filosofia Pacifico d'Eramo, després de graduar-se a l'institut amb estudis clàssics, es va matricular a la Universitat de Roma La Sapienza, on va participar en el moviment estudiantil de 1968 i on es va graduar en física teòrica i va continuar la seva recerca com a becari fins al 1973, sense interrompre mai els seus estudis d'història i filosofia. Després de traslladar-se a París, es va matricular a l'École pratique des hautes études, on va estudiar sociologia amb Pierre Bourdieu, va participar durant anys al seminari impartit per Roland Barthes i va seguir les lliçons de Michel Foucault. Mentrestant, feia de corresponsal des de París de Paese Sera, aleshores dirigit per Arrigo Benedetti.
El 1978 va tornar a Roma, on durant dos anys va ser editor de la revista mensual Mondooperaio. Després de dimitir el 1980, va esdevenir editor del diari Il manifesto, on posteriorment va ser responsable de la pàgina d'economia internacional, del suplement monogràfic setmanal La Talpa i de la secció de cultura. També va ser enviat a França, Gran Bretanya, Bèlgica, Països Baixos, Algèria, Líbia, Índia i Kuwait. Del 1992 al 1993 va ser corresponsal als Estats Units d'Amèrica, on va ser el corresponsal especial fins al desembre del 2012, quan va dimitir del diari per desacords polítics.